# ヘンリィ五世
『ヘンリィ五世』（Henry V）は、1944年のイギリス映画。ウィリアム・シェイクスピアの戯曲『ヘンリー五世』の映画化作品。百年戦争の中盤に劇的勝利を収めたイングランド王ヘンリー5世を主人公とする。ローレンス・オリヴィエが監督・主演した「シェイクスピア3部作」の第1作である。
当時は第二次世界大戦が継続中であり、国威発揚を目的として製作が依頼され、製作にはイギリス政府からの援助も受けていた。フォルジャー・シェイクスピア・ライブラリー(Folger Shakespeare Library)の説明では、聖クリスピンズデイの演説をラジオで朗読したオリヴィエに感銘を受けたチャーチル首相が是非映画にして欲しいと望んだとされる。
日本公開は1948年。第22回キネマ旬報ベスト・テンの第1位に選ばれ、オリヴィエに賞状と賞品が授与された。テクニカラー（総天然色）による色彩感覚は、日本の映画人に「カラー設計」について多くの示唆を与える作品となった。
映画は、1600年、ロンドンのグローブ座を俯瞰するパノラマから始まり、舞台で上演される『ヘンリー五世』と劇場内部が映し出されるが、フランスでの戦争の場面になると1415年の情景に切り替わる。最後に再びグローブ座に戻り、劇の終演と共に映画も終わる。

## キャスト
- ローレンス・オリヴィエ：ヘンリィ五世
- レスリー・バンクス：コーラス（口上役）
- フェリックス・エイルマー：カンタベリー大司教
- ロバート・ヘルプマン：イーリー司教
- ニコラス・ハネン：エクセター公爵
- マイケル・ワーレ：グロスター公爵
- ジェラルド・ケース：ウェストモーランド伯爵
- グリフィス・ジョーンズ：ソールズベリー伯爵
- モーランド・グラハム：サー・トーマス・アーピンガム
- エスモンド・ナイト：フルーリエン大尉
- マイケル・シェプリー：ガワー大尉
- ジョン・ローリー：ジェイミー大尉
- ニオール・マッギニス：マクモリス大尉
- ジョージ・ロビー：サー・ジョン・フォルスタッフ
- ロバート・ニュートン：ピストル少尉
- ロイ・エマートン：バードルフ副官
- フレデリック・クーパー：ニム伍長
- ジョージ・コール：小姓
- ジミー・ヘインリー：兵士ウィリアム
- ブライアン・ニッセン：兵士コート
- アーサー・ハンブリング：兵士ベイツ
- フリーダ・ジャクソン：女将クイックリー
- ハーコート・ウィリアムズ：シャルル六世
- マックス・エイドリアン：フランス皇太子
- レオ・ゲン：フランス元帥
- フランシス・リスター：オルレアン公爵
- ラッセル・ソーンダイク：ブルボン公爵
- アーネスト・セジガー：ベリ公爵
- ラルフ・トルーマン：モントジョイ
- ジャネット・バーネル：フランス王妃イザベル
- ルネ・アシャーソン：フランス王女キャサリン
- アイビー・セント・ヘリエ：侍女アリス
- ヴァレンタイン・ディオール：バーガンディ公爵

## 音楽
音楽はウィリアム・ウォルトンの作曲によるもので、ミュア・マシーソンの指揮、ロンドン交響楽団の演奏で録音された。オリヴィエは本作以後、「シェイクスピア3部作」の他の2作（『ハムレット』『リチャード三世』）でもウォルトンと組んでおり、さらに『空軍大戦略』ではウォルトンが降板した際にもオリヴィエの擁護によって一部の楽曲が差し替えなしにそのまま使用されることになった。
ウォルトンは本作の音楽に、『フィッツウィリアム・ヴァージナル・ブック』やカントルーブ編の『オーヴェルニュの歌』、古いフランス民謡などを素材として取り入れている。
のちに、映画のため作曲した楽曲から演奏会用の組曲その他の版が、ウォルトン自身や他の作編曲家によって編まれている。
- 『ヘンリィ五世』から弦楽のための2つの小品（ウォルトン編曲、1944年）
題名通り、弦楽合奏のための編曲。「パッサカリア：フォルスタッフの死」「その優しき唇に触れて別れなん」の2曲からなる。以後の編曲版にもこの2曲はほぼそのまま取り入れられている。
- 『ヘンリィ五世』 組曲（マルコム・サージェント編曲、1945年）
イギリスの指揮者サージェントによる、合唱をともなうオーケストラのための編曲。弦楽の2曲を挟んで「序曲」「アジンコート・ソング」を加えた4曲からなる。
- 『ヘンリィ五世』 組曲（ミュア・マシーソン編曲、1963年）
サウンドトラックの指揮も手がけたマシーソンによる、オーケストラのための編曲。弦楽の2曲を2曲目と4曲目に置いて、「序曲『グローブ座』」「突撃と戦闘」「アジンコート・ソング」を加えた5曲からなる。
- 『ヘンリィ五世』（シェイクスピア・シナリオ）（クリストファー・パーマー（英語版）編曲、1988年）
語り手とオーケストラ、合唱のための編曲。パーマー自身とネヴィル・マリナー（1990年にこの版の初演を指揮した）の発案によるもので、原曲の90%を使用して再構成している。